# Cotopaxi
Cotopaxi je stratovulkan v Andih, približno 28 km južno od mesta Quito v Ekvadorju v Južni Ameriki. Je drugi najvišji vrh v državi z nadmorsko višino 5.897 m in osrednja zanimivost Narodnega parka Cotopaxi.
Cotopaxi ima obliko simetričnega stožca, ki se dviga nad ravnino približno 3.800 m visoko in ima ob vznožju približno 23 km obsega. Na gori je eden redkih ekvatorialnih ledenikov na svetu, začne se na višini 5.000 m. Goro se lepo vidi iz mesta Quita. Vulkan je del verige vulkanov ob Pacifiški plošči znani kot Pacifiški ognjeni obroč.
Zadnji izbruhi so bili leta od 1940 do 1942.
Narodni park Cotopaxi meri 33.393 hektarjev in je bil ustanovljen leta 1975, da bi zaščitili deževni gozd, habitat trav páramo ter območje kjer živita ogroženi Andski kondor ter medved očalar.

## Vulkan
Cotopaxi je eden od najvišjih aktivnih vulkanov na svetu. Od leta 1738 je bruhal več kot 50-krat, kar je okoli vulkana ustvarilo številne doline, nastale zaradi laharjev (blatnih tokov). Cotopaxi je velika nevarnost za naselja in polja.
Najbolj nasilni izbruhi Cotopaxija so bili v letih 1744, 1768, ko je bilo uničeno mesto Latacunga, in 1877. Tega leta so se piroklastični tokovi spustili na vse strani gore, laharji so prepotovali več kot 100 km proti Tihem oceanu in zahodnemu porečju Amazonke. Veliko izbruhov je bilo tudi med letoma 1903 in 1904, manjši so trajali vse do leta 1942. V letih 1975 in 2002 so zaznali povečano potresno dejavnost, vendar brez izbruhov.
Večji izbruh Cotopaxija bi povzročil topljenje ledu, razvili bi se laharji, ki bi uničili večino naselij v dolini, danes že primestnih predelov Quita - ta ima več kot 1.000.000 prebivalcev.

## Alpinistični vzponi
Prvi Evropejec, ki se je poskušali povzpeti na goro, je bil Alexander von Humboldt leta 1802, vendar je dosegel le višino okoli 4500 m. Leta 1858 je poskusil Moritz Wagner, vendar vrha ni osvojil. 27. novembra 1872 sta nemški geolog Wilhelm Reiss in Kolumbijec Angel Escobar le dosegla vrh. Za njima so se povzpeli na vrh še:
- leta 1873 Moritz Alphons Stübel,
- leta 1880 Edward Whymper.
- slikarja Rudolf Reschreiter in Hans Meyer leta 1903; mnogo Reschreiterjevih slik prikazuje Cotopaxi.

Danes na vrh vodijo podjetja gorskih vodnikov, dostop po cesti do višine 4300 m zelo olajša vzpon. Na višini 4800 m je tudi planinska koča José Ribas.

## Rastlinstvo in živalstvo
Vegetacija se spreminja z nadmorsko višino. Do višine 3.500 m so drevesne vrste kot Pumamaqui (Oreopanax spp), Quishar ali "Božje drevo", Mortino (Vaccinium floribundum) in Romerillo (Hypericum laricifolium). Obsežni so tudi nasadi borovcev uvoženih iz Kalifornije, ki jih sadijo zaradi lesa. Na teh višinah rastejo tudi borovnice in brusnice. Višje rastejo trave Páramo, mahovi in različno cvetje, med njimi najbolj značilno Chuquiragua. Na višini med 4400 in 4700 m je tudi območje tundre, kjer v glavnem preživijo le lišaji in mahovi.
V laguni Limpio Pungo živijo številne ptice, predvsem Galleteras, race, Andski galeb in sokol. V Narodnem parku živijo še svizci, zajci, miši (Caenolestes fuliginosus), pume (Felis concolor), volkovi (Dusicyon culpaeus). Na bližnjem skalnem vulkanu Ruminahui živijo tudi kondorji.

## V umetnosti
Cotopaxi je pogosto upodobljen na tradicionalnih slikah avtohtonih prebivalcev Tigua, vulkan ima zanje veliko kulturno vrednost.
Film "Bližnje srečanja tretje vrste" prikazuje brodolom ladje Cotopaxi v puščavi Gobi.
Ameriška rock skupina Mars Volta ima pesem z imenom gore.
Vulkan je upodobljen tudi na slikah Frederica Edwina Churcha, nastalih v letih 1855 in 1862.
- Obsežne plantaže vrtnic v okolici Cotopaxija
- Chuquiragua - značilna rastlina na pobočju Cotopaxija
- Grmi borovnic v NP Cotopaxi
- Laguna v podnožju vulkana